# ジャック・カーディフ
ジャック・カーディフ（Jack Cardiff OBE, B.S.C., 1914年9月18日 - 2009年4月22日）は、アカデミー賞受賞のイギリスの撮影監督、映画監督、写真家である。

## 人物
カーディフの活動は、サイレント映画の時代から、テクニカラー、成功はしなかったが匂いの出るスメロヴィジョン（Smell-O-Vision）を経て、21世紀にまで及んでいる。その映画撮影技術は、マイケル・パウエル、ジョン・ヒューストン、アルフレッド・ヒッチコックといった映画監督の作品で知られている。
長年の映画への功績に対して、2000年に大英帝国勲章を叙勲、2001年にはアカデミー名誉賞が贈られた。

## 経歴
カーディフはノーフォークのグレート・ヤーマスで生まれた。両親はミュージックホールのエンターテイナーだった。子役としてミュージックホールやサイレント映画（『My Son, My Son』1918年、『Billy's Rose』1922年、『The Loves of Mary, Queen of Scots』1923年、『Tiptoes』1927年）に出演。15歳で撮影助手、カチンコ係、制作進行として、ヒッチコックの『スキン・ゲーム（The Skin Game）』（1931年）などのBritish International Pictures（後のAssociated British Picture Corporation）作品で働いた。
1935年、カーディフは撮影技師ならびに臨時の撮影監督に昇進し、主にロンドン・フィルム（London Films）で仕事をした。『暁の翼』（1937年）ではイギリスで初めてテクニカラーで撮影した。第二次世界大戦が始まると、広報映画の撮影監督を務めた。
カーディフのターニング・ポイントとなったのは、マイケル・パウエル&エメリック・プレスバーガーの『老兵は死なず（The Life and Death of Colonel Blimp）』（1943年）の第2班撮影監督をやったことである。パウエルたちはカーディフに感心し、戦後のテクニカラー映画の傑作『天国への階段』（1946年）の撮影監督にカーディフを起用した。パウエルたちとの関係は『黒水仙』（1947年）、『赤い靴』（1948年）と続き、『黒水仙』でカーディフはアカデミー賞とゴールデングローブ賞を受賞した。以降は大作映画の仕事が増えた。
1950年代後期から、カーディフは映画監督の仕事も始め、『Intent to Kill』（1958年）と『Web of Evidence』（1959年）がそこそこの成功を収めた。1960年代にはD.H.ローレンスの小説をトレヴァー・ハワード、ウェンディ・ヒラー、ディーン・ストックウェルの出演で映画化した『息子と恋人』がヒットした。この映画はアカデミー賞7部門にノミネートされ、フレディ・フランシスが白黒撮影賞を受賞した。カーディフはゴールデングローブ賞監督賞を受賞した。しかし『息子と恋人』が監督としての絶頂で、以降は奇妙な寄せ集めの映画を作り続けた。中ではB級SFホラー『悪魔の植物人間』が今日でも比較的親しまれており、娯楽映画としては穴だらけながら、色彩美や心情描写に往年の名匠らしさを見せた異色作となっている。
1970年代・1980年代には撮影監督にも復帰した。1990年代には日本の東芝EMIの委嘱でクラシック音楽のイメージビデオを制作。各地に長期ロケを構えてディーリアス作品集とヴィヴァルディ『四季』の2本を完成させた。風景や建物だけでなく、俳優を用いて僅かにストーリー的な要素も加味している。これらは、『あの胸にもういちど』 などとともに稀少な監督兼撮影作品であり、構成も一任されているためカーディフ芸術の集大成的作品となっている。
2009年4月22日、死去した。94歳没。

## フィルモグラフィ

### 撮影
- シーザーとクレオパトラ Caesar and Cleopatra（1945年） - ガブリエル・パスカル
- 天国への階段 A Matter of Life and Death （1946年） - 監督：マイケル・パウエル、エメリック・プレスバーガー
- 黒水仙 Black Narcissus （1947年） - 監督：マイケル・パウエル、エメリック・プレスバーガー
- 赤い靴 The Red Shoes （1948年） - 監督：マイケル・パウエル、エメリック・プレスバーガー
- 山羊座のもとに Under Capricorn （1949年） - 監督：アルフレッド・ヒッチコック
- 黒ばら The Black Rose （1950年） - 主演：オーソン・ウェルズ
- The Magic Box（1951年） - ウィリアム・フリーズ＝グリーン（英語版）の伝記映画
- パンドラ Pandora and the Flying Dutchman （1951年）
- アフリカの女王（1951年） - 監督：ジョン・ヒューストン
- 裸足の伯爵夫人 The Barefoot Contessa （1954年）
- 戦争と平和 War and Peace （1956年）
- 黒い牡牛 The Brave One （1956年）
- 王子と踊子 The Prince and the Showgirl （1957年） - 監督：ローレンス・オリヴィエ
- 失われたものの伝説 Legend of the Lost （1957年）
- ヴァイキング The Vikings （1958年）
- ファニー Fanny （1961年）
- ナイル殺人事件 (1978年の映画) Death on the Nile （1978年）
- アバランチエクスプレス Avalanche Express  (1979年)
- ピラミッド The Awakening （1980年）
- ゴースト・ストーリー Ghost Story （1981年）
- 戦争の犬たち The Dogs of War （1981年）
- 悪魔の棲む家PART3 Amityville 3-D （1983年）
- キング・オブ・デストロイヤー/コナンPART2 Conan the Destroyer （1984年）
- キャッツ・アイ Cat's Eye （1985年）
- ランボー/怒りの脱出 Rambo: First Blood Part II （1985年）
- タイパン Tai-Pan （1986年）
- おかしなおかしな成金大作戦 Million Dollar Mystery（1987年）

### 監督
- Intent to Kill （1958年）
- Web of Evidence （1959年）
- 息子と恋人 Sons and Lovers （1960年）
- スペインの休日 Scent of Mystery （1960年） - スメロヴィジョンの第1作。
- 青い目の蝶々さん My Geisha （1962年）
- ライオン（1962年）
- 長い船団 The Long Ships （1963年）
- 若き日のキャシディ Young Cassidy （1965年）
- 殺しのエージェント（1965年）
- 戦争プロフェッショナル Dark of the Sun （1968年）
- あの胸にもういちど The Girl on a Motorcycle （1968年） - 主演：アラン・ドロン、マリアンヌ・フェイスフル。
- 悪魔の植物人間（1973年） - 主演：ドナルド・プレザンス。
- Penny Gold （1973年）

## 註
1. ↑  ロイター「英映画カメラマン、ジャック・カーディフ氏が死去」、2009年4月23日付。